# Route nationale 123
Pour les articles homonymes, voir Route 123.
La route nationale 123, ou RN 123, est une route nationale française située dans le département d'Eure-et-Loir qui contourne la ville de Chartres et constitue sa rocade sud.

## Communes traversées
Les communes traversées dans le département sont :
- Amilly ;
- Lucé ;
- Fontenay-sur-Eure ;
- Luisant ;
- Limite séparative de Luisant et Barjouville ;
- Morancez ;
- Le Coudray ;
- Limite séparative du Coudray et de Chartres.

## Contournement sud de Chartres
Le tracé actuel représente la partie sud du contournement de la ville de Chartres, la partie nord-ouest étant réalisée par la route nationale 1154 et la partie est par la route départementale 910.
- Carrefour giratoire entre RN 123, RN 1154 et RD 923
- Carrefour giratoire entre RN 123 et RD 921
- Carrefour giratoire entre RN 123, RD 910 et RD 7010
- RD 339.1 : Barjouville, Z.A. La Torche (demi-échangeur)
- RD 127 : Barjouville, Z.A. La Torche, Hôtels (demi-échangeur)
- RD 935 : Morancez, Ver-lès-Chartres, Maison de retraite Saint-Brice
- RD 29 : Le Coudray, Voves, Hôpital Louis Pasteur
- Carrefour giratoire entre RN 123 et RD 105.7
- Carrefour giratoire entre RN 123, RN 154, RD 910 et RD 7154

## Ancien tracé de Grisolles à Moissac (N 113)
Jusqu'en 1952, la RN 123 reliait Grisolles à Moissac via Castelsarrasin. Elle est ensuite devenue une section de la RN 113.
À sa création en 1824, la route royale 123 était définie « de Toulouse à Bordeaux par Castel-Sarrazin ». Elle reliait Grisolles, sur la route no 20 de Paris à Toulouse, et rejoignait à Moissac la route no 127 de Montauban à Bordeaux. Elle succède à la route impériale 143, créée par un décret de 1811.
Les principales communes traversées étaient :
- Grisolles (km 0)
- Dieupentale (km 4)
- Bessens (km 6)
- Monbéqui (km 8)
- Finhan (km 11)
- La Vitarelle, commune de Montech (km 16)
- Escatalens (km 19)
- Saint-Porquier (km 22)
- Castelsarrasin (km 29)
- Moissac (km 37)